# Димитр Попов
Димитр Ілієв Попов (болг. Димитър Илиев Попов); (26 червня 1927, Кула — 5 грудня 2015) — болгарський державний і політичний діяч, перший прем'єр-міністр країни після ліквідації режиму БКП.
Попова, який був безпартійним, обрано на посаду глави уряду за притаманну йому безпристрасність. Його було призначено на заміну Андрію Луканову в грудні 1990 року на тлі масових демонстрацій і страйків.
Як глава уряду Попов керував розробкою нової конституції, а також працював над організацією перших вільних виборів.